# Трёхзубые бычки
Трёхзубые бычки (лат. Tridentiger) — род лучепёрых рыб из семейства оксудерковых (Oxudercidae). Ранее относили к семейству бычковых.
Длина тела от 6 до 11 см.
Эти рыбы обитают в прибрежных водах Китая, Японии и Кореи, где живут в солоноватой воде. Часто являются доминирующими представителями местной фауны рыб. Некоторые из них известны как инвазивные виды в Северной Америке.

## Классификация
В настоящее время к роду относят 9 видов:
- Tridentiger barbatus Günther, 1861
- Tridentiger bifasciatus Steindachner, 1881
- Tridentiger brevispinis Katsuyama, R. Arai & M. Nakamura, 1972
- Tridentiger kuroiwae D. S. Jordan & S. Tanaka (I), 1927
- Tridentiger microsquamis H. W. Wu, 1931
- Tridentiger nudicervicus Tomiyama, 1934
- Tridentiger obscurus Temminck & Schlegel, 1845
- Tridentiger radiatus R. F. Cui, Y. S. Pan, X. M. Yang & Y. Y. Wang, 2013[4]
- Tridentiger trigonocephalus T. N. Gill, 1859